# Dekameron-Nächte
Dekameron-Nächte ist ein deutsch-britischer Kostüm-Stummfilm aus dem Jahre 1924, der auf zwei Geschichten von Giovanni Boccaccios Zyklus Decamerone basiert. Die Hauptrollen spielen unter anderem Werner Krauß, Hanna Ralph und der extra aus Hollywood verpflichtete Lionel Barrymore.

## Handlung
Der Film präsentiert zwei Boccaccio-Geschichten, die miteinander verwoben sind. 
In der Hauptepisode verbünden sich ein morgenländischer Potentat, kurz: der Sultan genannt, mit einem anderen Herrscher, dem König von Algarve. Der Sohn des von den europäischen Kreuzrittern stark bedrängten Arabers, Prinz Saladin, soll diesem Abkommen gemäß die Tochter des europäischen Königs, Prinzessin Ataliel, heiraten. Saladin reist aus diesem Grund über das Meer gen Norden, um die Braut in seines Vaters Reich heimzuholen. Während dieser Reise lernt er die Schiffbrüchige Perdita kennen, in die er sich verliebt. Gegen den Widerstand des für das Ehearrangement verantwortlich zeichnenden Vaters will dessen Sohn Saladin dieses Mädchen unbedingt heiraten. So wird die neue Flamme anstatt der vorgesehenen Braut heimgeführt. Erst in seinem Palast erfährt er, dass die „Schiffbrüchige“ niemand anderes als Prinzessin Ataliel, die arrangierte Zukünftige, ist.
Im Mittelpunkt der Parallelgeschichte stehen Torello, ein Kreuzritter aus Venedig, und sein Kollege Graf Riciardo. Torello hat seiner Frau Teodora zum Abschied einen Talisman vermacht, der jedoch von dem jeden Frauenrock hinterherjagenden Riciardo geraubt wird. Nun glaubt Torello, dass seine Frau mit Riciardo fremdgegangen ist. Zur Strafe soll sie, so Torellos Absicht, bei dem anstehenden Fest der Keuschheit nackt vor dem Volk zur Schau gestellt werden. Doch Teodora hat Glück; eine Sonnenfinsternis bewahrt sie vor der Schande, und ihre Unschuld ist durch ein Zeichen des Himmels, eine Art Gottesurteil, wie alle glauben, bewiesen. Der sie einst dreist bedrängende Kreuzritter Riciardo stirbt im Zweikampf durch die Hand Saladins.

## Produktionsnotizen
Dekameron-Nächte entstand im Juni/Juli 1924 in den UFA-Studios in Neubabelsberg. Der sechsaktige Film mit einer Länge von 2092 Metern erlebte seine Uraufführung am 1. September 1924 im Londoner Drury Lane Theatre. Die deutsche Erstaufführung fand am 23. März 1925 im Tauentzienpalast statt.

## Kritiken
„Es ist ein wunderbarer Film in jeder Hinsicht (…) ‚Decameron Nights‘ zeichnet sich aus durch seine künstlerische Kameraarbeit und seinen großartig aufgestellten Szenerien.“

„‚Decameron Nights‘, produziert von einer britischen Firma, ist ein Triumph der Filmproduktion. (…) Es folgt Szene auf Szene von erinnernswerter Schönheit.“

„Es handelt sich um eine wirklich feine Produktion; reich an technischen Qualitäten und mit einigen der besten Schauspielleistungen, die je eine britische Firma dargeboten hat (…) ‚Decameron Nights‘ kann gar nicht anders, als einer der Erfolge dieses Jahres zu werden.“